# Additament
Additament betecknar tillägg, bihang eller senare tillkommen ändring, särskilt till statsrättsliga författningar, mellanfolkliga eller internationella fördrag.
I Sveriges historia är särskilt bekant 1660 års additament till Regeringsformen 1634. Det fastställde vissa förändringar i RF 1634, som gick ut på att under Karl XI:s minderårighet öka riksrådets makt på bekostnad av förmyndarstyrelsen, som bestod av änkedrottningen och de fem höga riksämbetsmännen, samt att stärka ständernas ställning.
Sålunda bestämdes, att förmyndarregeringen skulle hänskjuta alla frågor, som dess medlemmar inte kunde enas om till hela rådet, samt att ständerna skulle sammanträda vart tredje år; deras ”kommunikation och betänkande” erfordrades vid nybesättande av riksämbetena. 1660 års additament togs som en kompromiss mellan de många stridande viljorna och intressena vid 1660 års riksdag. Det representerar på grund av sin allmänna tendens, som ej var gynnsam för högaristokratin, ett viktigt led i Sveriges konstitutionella utveckling, trots att det var gällande endast under Karl XI:s omyndighetstid.